# كريس بيرك (لاعب كرة قاعدة)
كريس بيرك (بالإنجليزية: Chris Burke)‏ هو لاعب كرة قاعدة أمريكي، ولد في 11 مارس 1980 في لويفيل في الولايات المتحدة.

## وصلات خارجية
- ألان بيرك على موقع دوري كرة القاعدة الرئيسي (الإنجليزية)
- ألان بيرك على موقعبيزبول رفرنس.كوم (الدوري الرئيسي) (الإنجليزية)
- ألان بيرك على موقع إي إس بي إن.كوم (أم.أل.بي) (الإنجليزية)
- ألان بيرك على موقع مشجعي الرسوم البيانية (الإنجليزية)